# Callisthene microphylla
Callisthene microphylla là một loài thực vật có hoa trong họ Vochysiaceae. Loài này được Warm. mô tả khoa học đầu tiên năm 1875.